# Антонець Семен Свиридонович
Антонець Семен Свиридонович (20 серпня 1935 , Бардакове, Решетилівський район  — 3 березня 2022 ) — український аграрій, інноватор сільського господарства та вчений, який протягом 40 років успішно реалізував унікальну систему органічного землеробства, в основі якої лежить природне відтворення родючості ґрунту і виробництво екологічно чистої аграрної продукції.
На цей час С. С. Антонець продовжує розвивати цю систему аграрного господарювання в заснованому ним у 2000 році  приватному підприємстві «Агроекологія [Архівовано 12 серпня 2016 у Wayback Machine.]» на площі 8 тисяч гектарів (с. Михайлики, Шишацький район, Полтавська область). Це найбільше в Україні та Європі підприємство, яке повністю працює за технологіями органічного землеробства.

## Освіта
Полтавський сільськогосподарський інститут, зоотехнік (1962)

## Біографія
1952–1954 — різнороб колгоспу ім. Леніна Решетилівського району
1954–1958 — інструктор Решетилівського райкому ЛКСМУ.
1958–1962 — завідувач тваринницької ферми, помічник бригадира комплексної бригади.
1962–1964 — зоотехнік колгоспу ім. А. О. Жданова (с. Чорноглазівка, Диканський район).
1963–1974 — голова колгоспу «Шлях до комунізму» (с. Воскобійники, Шишацький район).
1974–1975 — голова Шишацького райвиконкому.
З 1975 — голова колгоспу ім. Орджонікідзе (з 1992 — САТ «Обрій»).
З 2000 — засновник приватного підприємства «Агроекологія» (с. Михайлики, Шишацький район) — провідного виробника органічної продукції в Україні.
Засновник приватного с.-г. підприємства «Агроекологія» (с. Михайлики, Шишацький район) — провідного виробника органічних продуктів в Україні.
С. С. Антонець є автором близько 150 наукових і науково-популярних праць та 4-х патентів.
Розширена бібліографія про нього та його діяльність налічує понад 450 найменувань.
Помер 3 березня 2022 року. Похорон відбувся 4 березня 2022 року у селі Михайлики на Полтавщині.

## Нагороди
- Орден Леніна, 1971
- Герой Соціалістичної Праці, з врученням ордена Леніна і золотої медалі «Серп і Молот», 1991
- Герой України (з врученням Ордена Держави), 21 серпня 1999
- Почесна грамота КМ України, серпень 2003
- Орден князя Ярослава Мудрого V ст., серпень 2005

## Почесні звання
- Заслужений працівник сільського господарства УРСР, 1988
- Герой Соціалістичної Праці, 1991
- Дійсний член Української екологічної академії наук, 1995
- Лауреат Міжнародної премії «Дружба», 1996
- Почесний професор Полтавського сільськогосподарського інституту, 1999
- Герой України, 1999
- Почесний академік, член Президії Національної академії аграрних наук України, 1999
- Почесний громадянин Шишаччини, 2009

## Історія
Ще в середині 1970-х років господарство, яке очолював С. С. Антонець, стало учасником широкомасштабного експерименту з безплужної поверхневої обробки землі, запровадженого Першим секретарем Полтавського обкому партії Ф. Т. Моргуном у Полтавській області. Було багато скептиків щодо цього виду рільництва і серед селян і серед керівників с/г підприємств. С. С. Антонець відразу сприйняв систему безплужної обробки землі. «Безвідвалка вселяє у землероба впевненість у врожаї, бо земля краще захищена від усіляких негараздів. При цій системі немає безглуздої „боротьби“ з природою, з'являється можливість вести землеробство у злагоді з нею» (С. С. Антонець).
В той час в аграрному секторі СРСР активно впроваджували інтенсивні технології, які вимагали внесення підвищених норм мінеральних добрив, широкого застосування пестицидів. Але належних засобів захисту працівників при роботі з отрутохімікатами не було, і Антонець бачив, що люди від них хворіють. Тоді на базі очолюваного ним господарства сумісно з працівниками Національного аграрного університету на чолі з видатним українським ученим-ґрунтознавцем професором М. К. Шикулою була науково обґрунтована доцільність застосування ґрунтозахисних технологій, спрямованих на природне відтворення родючості ґрунту та виробництво на їхній основі екологічно безпечної продукції.
В господарстві поступово перейшли на застосування лише органічних добрив та сидеральних посівів — природних методів відтворення родючості ґрунту. Таким чином, був взятий курс на біологізацію землеробства, від якого господарство вже не відхилялося.

## Технологія органічного землеробства
«Виробництво органічної продукції вимагає нового підходу й нового мислення. Я б сказав, що це праця людини у дружбі з Природою й у злагоді з Богом. Адже з такою працею людина справді є землеробом. Вона робить землю. А краще сказати — земле творцем» (С. С. Антонець).
У рослинницькій галузі  в ПП «Агроекологія» відпрацьований весь цикл операцій необхідних для  виробництва органічної продукції і виконання найважливішого завдання — розширеного відтворення  родючості ґрунту:
♦ Системи обробітку ґрунту. В основі технології — мілкий без обороту пластів  обробіток ґрунту, завдяки якому не порушується його структура, зберігається волога, підтримується температурний режим. «Безвідвалка — це не спрощений обробіток ґрунту, а вищий пілотаж агрономічної майстерності. Хочеться дійти до такого рівня господарювання, коли не тільки поле буде без плуга, але й душа — без Погонича» (С. С. Антонець).
♦ Захист посівів від бур'янів, шкідників та хвороб успішно проводиться агротехнічними засобами — боронуванням, коткуванням, міжрядним обробітком, підгортанням, залежно від культури, технології вирощування, ґрунтових
та гідротермічних умов. Також допомагає боротися з бур'янами висівання пожнивних сидератів.
♦ Широке  застосування органічних добрив — гною та сидеральних добрив. Як сидерати в господарстві використовують еспарцет, віку, овес, жито, гречку, люцерну. Бур'яни та пожнивні рештки заробляють у ґрунт, отримуючи додаткову безкоштовну органіку, створюючи умови для життєдіяльності ґрунтової біоти, яка дозволяє накопичувати в шарі, який обробляється, гумус — основу родючості, кількість якого в Україні за останні десятиліття надзвичайно зменшується. «Якщо взяти гектар ріллі і відмити всі мікроорганізми з шару ґрунту, де є повітря, тобто 5–10 см, то їх би набралося кілограмів 500. А це — великий „бик“! І його треба годувати. Тож нам потрібно думати, що та біота їстиме» (С. С. Антонець).
♦ В ПП «Агроекологія» велике значення надають дотриманню сівозмін, тому ґрунт не виснажується.
♦ Відбувається регулярний догляд за посівами, їх фіто санітарним станом.
♦ Налагоджено насінництво. Культури висівають не нижче другої репродукції.
♦ Перехід на мінімальний  ґрунтозахисний обробіток землі  дозволив втричі зменшити витрати пального і коштів на обробіток ґрунту, витримувати нормативні строки проведення технологічних операцій з вирощування культур.
Підприємство має комплекс потужної техніки, яка під час весняно-польових робіт догляду за посівами, збирання врожаю, заготівлі кормів, внесення гною, посіву озимих культур тощо, працює комплексно, забезпечуючи високу продуктивність праці. У господарстві триває робота по створенню ґрунтообробних агрегатів, які б найповніше відповідали  потребам такого землеробства в  ПП «Агроекологія».
Також в ПП «Агроекологія» розвинуте тваринництво, яке дозволяє переробляти вирощені на власних полях зерно і кормові культури на молоко і м'ясо. Господарство утримує понад п'ять тисяч голів ВРХ. Воно атестоване як племінний завод з розведенням української червоно-рябої молочної породи корів, добре пристосованої до утримання в сучасних тваринницьких комплексах, машинного доїння.  Мають великий генетичний потенціал молочної продуктивності.
Оскільки корів годують екологічно чистими кормами, з дотриманням усіх вимог виробництва органічної продукції, з молока ПП «Агроекологія» виробляють молочні продукти для дітей віком, починаючи з трьох місяців.

## Сертифікація
ПП «Агроекологія» сертифіковане українською фірмою «Органік Стандарт» відповідно до стандарту рівнозначного Постановам Ради ЄС як виробник органічної продукції рослинництва.

## Внесок в сучасний розвиток органічного землеробства
«Відновивши родючість ґрунту ми запропонуємо світові органічно чисті продукти, а відтак станемо бажаними у будь-якому товаристві» (С. С. Антонець).
Органічне землеробство вважається одним з найважливіших інноваційних напрямків розвитку аграрного виробництва в усьому світі. Чимало українських та закордонних експертів приходять до висновку, що Україна має унікальні перспективи прориву на світовий ринок завдячуючи органічній агропродукції, бо має унікальні можливості виробляти необмежені обсяги екологічно чистої с/г продукції. За висновками експертів в Україні 8 млн га чистих земель і щонайменше 20 млн га можливо привести до екологічно чистого стану.
Унікальність  досвіду  С. С. Антонця в світовому контексті полягає, по-перше, в тому, що цей успішний експеримент триває довго — кілька десятиліть, і, по-друге, відбувається на великих площах. Чисте повітря, чиста вода і  здоровий ґрунт — це запорука здорового життя
майбутніх поколінь. Оздоровлення ґрунту і зростання його родючості — така ж важлива функція землеробства, як і отримання високого врожаю. «Сенс органічного землеробства в тому, щоб досягти розширеного відтворення родючості ґрунту в умовах вирощування сільськогосподарської продукції, коли ми обробляємо ґрунт і отримуємо врожаї» (С. С. Антонець).
Діяльність ПП «Агроекологія»  спростовує  поширений навіть серед спеціалістів міф про те, що органічне землеробство невигідне виробникам сільськогосподарської продукції. Це не так. Середні дані в ПП «Агроекологія» по урожайності: зерна — більше 50 ц/га, буряків — 500 ц/га, молока — понад 6000 л за одну лактацію. Ще треба взяти до уваги, що органічна продукція коштує на ринку продукції дорожче і не треба витрачатись на хімію і що з нею пов'язано: зберігання, контакт працівників з ядохімікатами  і т. ін. І нагадаємо, що перехід на мінімальний ґрунтозахисний обробіток землі  дозволив втричі зменшити витрати пального і коштів на обробіток ґрунту.
Закид, що технології органічного землеробства  призведуть до падіння валового збору зерна спростовується також  і  аналізом даних, наведених в Табл. 1.
Табл. 1. Ефективність впровадження органічної системи землеробства у підвищенні урожайності с/г культур (ц/га) (З кн.: «Органічне землеробство: з досвіду ПП „Агроекологія“ Шишацького району Полтавської області»)
| Роки                                       | Всього зернових | Пшениця озима | Ячмінь ярий | Овес  | Соняшник | Цукровий буряк |
| Урожайність за 1971—1975 (до впровадження) | 26.1            | 29.2          | 25.2        | 27.1  | 16.1     |                |
| Середня урожайність за 1986—1990           | 48.9            | 63.2          | 53.3        | 37.0  | 28.6     | 292.0          |
| 1991–1995                                  | 46.1            | 57.3          | 51.2        | 33.3  | 21.3     | 393.2          |
| 1996–2000                                  | 41.7            | 43.3          | 38.2        | 36.5  | 24.4     | 399.6          |
| 2001–2005                                  | 38.8            | 48.3          | 33.8        | 36.6  | 16.8     | 295.0          |
| 2006–2009                                  | 48.9            | 56.8          | 42.5        | 47.0  | 23.0     | 487.7          |
| 2010–2011                                  | 42.2            | 47            | 40.6        | 421.9 | 27.5     | —              |

Впровадження в ПП «Агроекологія» ґрунтозахисної органічної системи землеробства має суттєвий вплив і на розвиток тваринницької галузі (Табл. 2).
Табл. 2. Показники економічної ефективності тваринництва
| Роки      | Надій молока на корову, кг | Середньодобовий приріст при відгодуванні, г | Вироблено м'яса на с/г угідь, ц | Вироблено молока на 100 га с/г угідь, ц | Одержано молока, т | Одержано м'яса, т |
| 1971–1975 | 2572                       | 450                                         | 66                              | 383                                     | —                  | —                 |
| 1986–1990 | 3770                       | 471                                         | 124                             | 740                                     | —                  | —                 |
| 1991–1995 | 4431                       | 758                                         | 145                             | 1059                                    | —                  | —                 |
| 1996–2000 | 4286                       | 696.8                                       | 133.8                           | 957.6                                   | 2717.4             | 362.1             |
| 2001–2005 | 5090.4                     | 588.8                                       | 77.0                            | 780.7                                   | 5548.8             | 558.0             |
| 2006–2009 | 528.5                      | 763.8                                       | 98.6                            | 1159.0                                  | 8720.5             | 741.9             |
| 2010–2011 | 5312                       | 780                                         | 116                             | 1335                                    | 9987               | 870               |

Врожаї до 100 ц / га зерна, надої до 11000 л. / рік на корову можливі лише за надзвичайної хімізації та і інтенсифікації процесів виробництва, що обов'язково призведе до виснаження  ґрунту з усіма наслідками, вважає АНтонець. «На землі треба господарювати, а не виснажувати її» (С. С. Антонець).
Свій вклад ПП «Агроекологія» робить і в збереження довкілля. Перш за все — завдяки органічним технологіям за якими ведеться господарювання і які не шкодять навколишньому середовищу. На території підприємства  утворилися унікальні агроландшафти, де можна побачити результати гармонійної співпраці людини з природою. Ця оздоровлена, екологічно безпечна земля повинна отримати особливий статус, який би на законодавчому рівні забороняв застосовувати на ній отрутохімікати та інші неорганічні препарати.

## Меценатська діяльність
ПП «Агроекологія» відоме також своєю меценатською діяльністю. Завдяки наполегливості та матеріальній допомозі С. С. Антонця у 2003 році здійснено масштабний проект відродження дачі В. Г. Короленка в Хатках, яка стала одним з культурних і туристичних центрів Полтавщини. За сприяння та спонсорської допомоги С. С. Антонця видано ряд книг, серед яких упорядковані та перекладені українською мовою листи та щоденники В. Г. Короленка (у тому числі відомі листи до А. В. Луначарського часів громадянської війни та «червоного терору»). Завдяки С. С. Антонцю в селах Михайлики і Ставкове за кошт ПП «Агроекологія» зведено храми.
С. С. Антонець відомий також як меценат, що підтримує талановитих митців Полтавського краю (народного художника М. О. Онацька [Архівовано 11 квітня 2017 у Wayback Machine.] та ін.).

## Світове визнання
В колі людей, пов'язаних з аграрним виробництвом, а також в колі прихильників органічного землеробства, постать С. С. Антонця має надзвичайно високе визнання та навіть культовий статус. Створене ним ПП «Агроекологія» визнається флагманом та «трендмейкером» для аграріїв всього світу, що впроваджують технології органічного землеробства та землезахисту. За 20 років ПП «Агроекологію» відвідали аграрії 38 країн з 4-х континентів.
Французька кінорежисерка Колін Серро зняла фільм «Локальні рішення глобального безладу» (2010) про окремі осередки органічного землеробства на різних континентах. Побувавши і зробивши зйомки в господарстві «Агрооекологія», Колін Серро робить висновок, що це господарство — найкращий приклад, як треба боротися з світовим безладом. Фільм з успіхом був показаний в різних країнах, у тому числі в Україні.
С. С. Антонець Лауреат Міжнародного Академічного рейтингу популярності «Золота фортуна» (2005), отримав Міжнародну нагороду «Лаври Слави» (2003) і нагороду Європейської асамблеї бізнесу (Оксфорд, Англія, 2005).